# Miklós Marcell
Miklós Marcell (Budapest, 1981. szeptember 19. –) magyar színész.

## Életpályája
2002-2006 között a Színház- és Filmművészeti Egyetem hallgatója volt. 2006-2010 között a Nemzeti Színházban szerepelt. Több színházban és produkcióban is szerepel.

## Színházi szerepei

### Nemzeti Színház
- After the Fall (2009)
- Vassza Zseleznova / A kivétel és a szabály (2008) - Melnyikov, lakó
- A varázsló kertje (2008) - Csáth Géza / Brenner doktor
- Az ötödik pecsét (2006) - Nyilas
- Andromaché - tanulmány - Pyrrhus

## Filmes és televíziós szerepei
- Barátok közt (2009-2010) ...Márton József
- Jóban Rosszban (2014) ...Zentai Zsigmond